# Christian Zwilling
Christian Zwilling (Bad Kreuznach, 1738 – Bad Homburg, 1 augustus 1800) was een Duits luthers theoloog, prediker en dominee.

## Biografie
De zoon van Johann Nikolaus Zwilling volgde een gymnasium in zijn geboorteplaats. Vervolgens studeerde hij filosofie en theologie in Heidelberg en in Franeker. Van 1761 tot 1771 werkte hij als huisleraar in de steden Pirmasens, Neuchâtel en Frankfort aan de Main. Daarna, van 1771 tot 1775, werkte hij als prediker van de Nederlandse legatie in Hamburg. In zijn laatste vijf levensjaren was Christian Zwilling hofprediker en dominee in Bad Homburg. In 1777 werd hij tot lid van de kerkenraad benoemd; hij was ook lid van het Patriotische Gesellschaft.

## Publicaties
- Unterricht in der christlichen Lehre (1786)